# Asota contorta
Asota contorta är en fjärilsart som beskrevs av Aurivillius 1894. Asota contorta ingår i släktet Asota och familjen nattflyn. Inga underarter finns listade i Catalogue of Life.